# Bertil Harström
Bertil Allan Harström, född 3 juni 1948, är en svensk inredningsarkitekt.
Bertil Harström utbildade sig till byggnadsingenjör på Tekniska fackskolan i Sundsvall 1965–1967 och till inredningsarkitekt på Konstindustriskolan i Göteborg 1977–1981. Han har varit anställd på Riksbyggen i Sundsvall 1969–1975 och i Luleå 1975–1977 samt på White Arkitekter i Göteborg 1981–1985 och på Thurfjell Arkitekter i Östersund 1985–1986. Därefter har han bedrivit den egna arkitektbyrån Inredningsgruppen sedan 1987.
Han har bland annat varit ansvarig för inredningen av Södertörns högskolebibliotek i Huddinge, Sambiblioteket i Härnösand och Stadsbiblioteket i Örnsköldsvik. Han har också ritat inredning i Granloholms kyrka i Sundsvall.
Han har ritat "The Ufo" på Treehotel i Harads, 2010. Han har också i samarbete med Johan Kauppi ritat det flytande hotellet "Arctic Bath" i och vid Luleälven i Harads, 2018.